# ビリー・ラード
ビリー・ラード（英語: Billie Lourd、本名 Billie Catherine Lourd、1992年7月17日 - ）は、アメリカ合衆国の女優。母は女優のキャリー・フィッシャー。

## 来歴
女優のキャリー・フィッシャーと、タレント・エージェントのブライアン・ラードの娘としてカリフォルニア州ロサンゼルスに生まれる。
ニューヨーク大学に進学して宗教学と心理学を専攻し、2014年に卒業した。
2015年2月に放送された『スクリーム・クイーンズ』に出演し、女優としての活動を始める。同作ではセイディ・スウェンソン役を演じ、母フィッシャーがスター・ウォーズシリーズで演じたレイア・オーガナの髪型をイメージした耳あてを着けている。
2014年6月に『ザ・サン』が、「キャリー・フィッシャーが演じたレイア・オーガナの青年時代役として、『スター・ウォーズ/フォースの覚醒』にラードが出演する」と報じた。報道に対して、ラードは2015年5月に「レイア役や彼女の娘役ではなく、マイナーな役として出演した」と明かした。同作でラードは端役のコニックス中尉役として出演している。
2015年12月には、『バラエティ』が『Billionaire Boys Club』にロザンナ役としてキャスティングされたことを報じた。

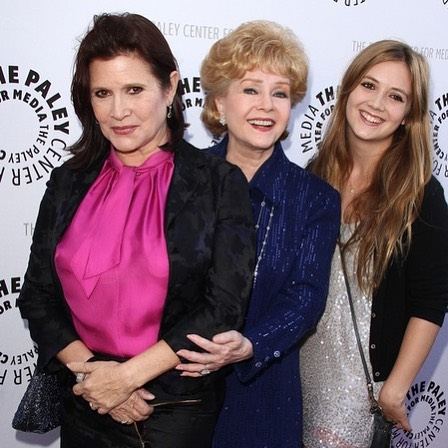
左から、母キャリー・フィッシャー、祖母デビー・レイノルズ、本人

2016年12月27日に母キャリー・フィッシャー、翌28日には祖母デビー・レイノルズを相次いで亡くしている。
2017年の『スター・ウォーズ/最後のジェダイ』では、フィッシャーの遺作として共演。2019年の『スター・ウォーズ/スカイウォーカーの夜明け』では、フィッシャーの配役であったレイア・オーガナの若い頃を演じた。顔はデジタル処理により、若い頃のフィッシャーの顔画像に差し替えている
。

## 主な出演作品

### 映画
| 公開年 | 邦題 原題                                                                  | 役名                                          | 備考                                                                                      |
| ------ | -------------------------------------------------------------------------- | --------------------------------------------- | ----------------------------------------------------------------------------------------- |
| 2015   | スター・ウォーズ/フォースの覚醒 Star Wars: The Force Awakens               | コニックス中尉                                |                                                                                           |
| 2017   | スター・ウォーズ/最後のジェダイ Star Wars: The Last Jedi                   | コニックス中尉                                | [ 17 ]                                                                                    |
| 2018   | Billionaire Boys Club                                                      | ロザンナ                                      |                                                                                           |
| 2019   | ブックスマート 卒業前夜のパーティーデビュー Booksmart                      | ジジ                                          |                                                                                           |
| 2019   | スター・ウォーズ/スカイウォーカーの夜明け Star Wars: The Rise of Skywalker | コニックス中尉、レイア・オーガナ（VFX処理前） | レイア・オーガナ役の顔はVFX処理により、若い頃のキャリー・フィッシャーの顔画像に差し替え。 |
| 2022   | チケット・トゥ・パラダイス Ticket To Paradise                              | レン・バトラー                                |                                                                                           |

### テレビドラマ
| 公開年    | 邦題 原題                                                | 役名                               | 備考                               |
| --------- | -------------------------------------------------------- | ---------------------------------- | ---------------------------------- |
| 2015-2016 | スクリーム・クイーンズ Scream Queens                     | セイディ・スウェンソン/シャネル3番 | 23エピソード                       |
| 2017-     | アメリカン・ホラー・ストーリー American Horror Story     |                                    | 異なる役で46エピソード シーズン7〜 |
| 2021-     | アメリカン・ホラー・ストーリーズ American Horror Stories | リヴ                               | 第5話 バール                       |
| 2020      | ふたりは友達? ウィル&グレイス Will & Grace               | フィオナ・アドラー                 | 1エピソード                        |